# Iłarion Hrabowycz
Iłarion Hrabowycz (18 czerwca 1856, w Szmańkowcach, zm. 24 lipca 1903, we Lwowie) – ukraiński poeta, publicysta i nauczyciel.

## Biografia
Iłarion Hrabowycz urodził się 18 czerwca 1856 r. w rodzinie greckokatolickiego księdza Mychajły Hrabowycza we wsi Szmańkowce,  w ówczesnym  Królestwie Galicji i Lodomerii.
W 1884 r. ukończył studia na Wydziale Filozoficznym C. K. Uniwersytetu Franciszka I we Lwowie z nauczycielską specjalizacją zawodową. Następnie uczył w gimnazjach w Buczaczu (c. k. gimnazjum (dawne bazyliańskie)), Samborze (c.k. Gimnazjum im. Arcyksiężniczki Elżbiety)i Lwowie (z niemieckim językiem wykładowym).
Zmarł według niektórych źródeł 11, a według innych 24 lipca 1903 r. we Lwowie. Pochowany na cmentarzu Łyczakowskim we Lwowie (grób nie zachował się).

## Twórczość
Zaczął pisać w połowie lat 70. XIX wieku. Był autorem krótkiej powieści historycznej, esejów, poezji. Współpracował z czasopismami „Zoria”, „Diło”, „Swyt” i innymi.
Najbardziej znane utwory:
- Marta Borecka (powieść, 1880, adaptacja powieści N. Karamzina Marta Borecka, albo Podbicie Nowogrodu[3]),
- Krótka historia Nowogrodu (1880),
- Najlepsza Wielkanoc (opowieść autobiograficzna, 1882),
- Przeklęty loch,
- Wybór poezji (Lwów, 1905).